# Earl of Lucan

Patrick Sarsfield, 1. Earl of Lucan

Earl of Lucan ist ein erblicher britischer Adelstitel, der zweimal in der Peerage of Ireland verliehen wurde und nach der Stadt Lucan im heutigen County South Dublin in Irland benannt ist.
Historische Familiensitze der Earls waren Castlebar House bei Gorteendrunagh im County Mayo und Laleham House bei Spelthorne in Surrey.

## Verleihungen und nachgeordnete Titel
Der Titel wurde erstmals im Jahre 1691 von König Jakob II., der allerdings seit der Glorious Revolution 1688 entthront war, an Patrick Sarsfield verliehen, einen irischen General im jakobitischen Heer. Er erlosch 1718, als dessen Sohn im Exil ohne Titelerben starb.

Wappen der Earls of Lucan (zweiter Verleihung)

Die zweite Verleihung erfolgte am 1. Oktober 1795 an Charles Bingham, 1. Baron Lucan, den Großneffen von Sarsfield. Da allerdings umstritten ist, ob Jakob II. zu seiner Zeit überhaupt noch wirksam Titel verleihen konnte, wird diese Verleihung teilweise auch als die erste angesehen. Charles Bingham hatte bereits 1750 von seinem Vater den Titel 7. Baronet, of Castlebar in the County of Mayo geerbt. Dieser war am 7. Juni 1634 in der Baronetage of Nova Scotia für seinen Vorfahren Sir Henry Bingham geschaffen worden und am 24. Juli 1776 in der Peerage of Ireland zum Baron Lucan, of Castlebar in the County of Mayo erhoben worden. Beide Titel werden seither als nachgeordneter Titel des Earls geführt.
Der älteste Sohn des jeweiligen Earls führt den Höflichkeitstitel Lord Bingham. Der 5. Earl wurde am 26. Juni 1934 in der Peerage of the United Kingdom auch zum Baron Bingham, of Melcombe Bingham in the County of Dorset erhoben. Im Gegensatz zu den irischen Titeln war mit dieser Baronie bis 1999 ein erblicher Sitz im House of Lords verbunden.

## Nachfolge des 7. Earl of Lucan
1974 verschwand der damalige Träger des Titels Richard Bingham, 7. Earl of Lucan, der das Kindermädchen seiner Kinder ermordet haben soll. Solange er nicht für tot erklärt war, konnte sein Sohn den Titel nicht erben.
Der Lordkanzler wies 1999 einen Antrag des Sohnes zurück, seinen Vater für tot zu erklären und den Sitz im House of Lords einnehmen zu dürfen. In der Folgezeit wurde der Earl zwar durch den High Court of Justice für tot erklärt, jedoch wurde nicht die für die Erbfolge erforderliche Sterbeurkunde erteilt. Dies geschah erst am 3. Februar 2016.

## Liste der Earls of Lucan

### Earls of Lucan, erste (jakobitische) Verleihung (1691)
- Patrick Sarsfield, 1. Earl of Lucan († 1693)
- James Sarsfield, 2. Earl of Lucan (1693–1718)

### Earls of Lucan, zweite Verleihung (1795)
- Charles Bingham, 1. Earl of Lucan (1735–1799)
- Richard Bingham, 2. Earl of Lucan (1764–1839)
- George Charles Bingham, 3. Earl of Lucan (1800–1888)
- Charles George Bingham, 4. Earl of Lucan (1830–1914)
- George Charles Bingham, 5. Earl of Lucan (1860–1949)
- George Charles Patrick Bingham, 6. Earl of Lucan (1898–1964)
- Richard John Bingham, 7. Earl of Lucan (* 1934, für tot erklärt 2016)
- George Charles Bingham, 8. Earl of Lucan (* 1967)

Voraussichtlicher Titelerbe (Heir apparent) ist der Sohn des aktuellen Titelinhabers Charles Lars John Bingham, Lord Bingham (* 2020).